# 米科拉伊夫卡 (埃米利奇涅市鎮)
51°1′12″N 27°58′58″E / 51.02000°N 27.98278°E
米科拉伊夫卡（烏克蘭語：Миколаївка），是烏克蘭的村落，位於該國北部日托米爾州，由茲維亞赫爾區的埃米利奇涅市鎮負責管轄，面積5.46平方公里，海拔高度199米，2001年人口779，人口密度每平方公里142.67人。